# Luigi Reho
Luigi Reho (Monopoli, 8 febbraio 1916 – Monopoli, 9 giugno 2013) è stato un linguista, poeta dialettale italiano.

## Biografia
Dopo la maturità classica conseguita a Monopoli, si laureò in lettere presso l'Università di Bologna. Nel 1937 pubblicò il suo primo volumetto di Poesie e, anche, i suoi primi versi in vernacolo.
Nel dicembre 1938, assieme ad altri giovani coetanei monopolitani, esplora per la prima volta la profonda Grave di Santa Lucia (Pu 16), nella Contrada omonima, sui monti di Monopoli.
Nel 1988 pubblica il suo monumentale Dizionario Etimologico Monopolitano nel quale confronta il dialetto monopolitano con numerosi altri del territorio regionale e nazionale ed analizza i diversi contributi delle lingue straniere alla particolare parlata della sua città.

## Opere
- Poesie, 1937.
- Stefano Alò  –  Elsa Raimondi  –  Remigio Ferretti  –  Luigi Russo, Quaderno di poesie, Monopoli, Di Palma, 1948.
- Canti monopolitani, ACM, 1968.
- Canti popolari pugliesi, 1970.
- Dizionario Etimologico Del Monopolitano, Fasano, Schena Editore, 1988.
- Fjùre, sèmbe fjùre. Schèndele, sèmbe schèndele, Fasano, Schena Editore, 1994.
- G. Sardella, G. Reho, Piante spontanee del nostro territorio. I volume, Bari, Levante, 1999.
- Dai sogni e dai miti alla guerra, Bari, Levante, 1999.
- Tutto, tutto passa, 2001.
- Candidi giorni d'opere e d'amore, 2003.
- Sintesi, 2003.
- Rosso di Sera, 2004.
- La Tempesta, 2004.
- G. Sardella, G. Reho, Piante spontanee del nostro territorio. II volume, Monopoli, Zaccaria Editore, 2005.
- U córe grènne de Menòple, Monopoli, 2007.